# Washint
Een washint is een houten fluit die oorspronkelijk in Ethiopië werd gebruikt. Traditioneel gaven Amhaarse muzikanten hun mondelinge geschiedenis door met liederen, waarbij ze begeleid werden door de washint en de krar, een zessnarige lier, en de masenqo, een viool met één snaar.

## Bouw en ontwerp
De washint kan worden gebouwd met hout, bamboe of een andere stok. De lengte en de plaatsing van de vingergaten kunnen variëren, en de muzikant kan tijdens een uitvoering voor verschillende liedsoorten verschillende fluiten gebruiken. Het instrument heeft over het algemeen vier vingergaten, waardoor de speler een pentatonische schaal kan creëren.  

### Audiovoorbeelden en afbeeldingen
- Washint-melodie gespeeld voor betoverde menigte (op EthioTube-site onderdeel van YouTube )
- Jongen die Washint-geluid nabootst (op YouTube )
- Washint gespeeld door niet-Ethiopiërs (op YouTube )
- Ethiopische instrumentenafbeeldingen op de zijbalk